# مته ترانبورگ
مته ترانبورگ (دانمارکی: Mette Tranborg؛ زادهٔ ۱ ژانویهٔ ۱۹۹۶) بازیکن هندبال اهل دانمارک است.